# Teucholabis (Teucholabis) perangusta
Teucholabis (Teucholabis) perangusta is een tweevleugelige uit de familie steltmuggen (Limoniidae). De soort komt voor in het Neotropisch gebied.